# Microplana nana
Microplana nana es una especie de platelmintos tricládidos de la familia Geoplanidae. Es endémica del noreste de la península ibérica (España).